# Moatize
Moatize is de hoofdstad van het Moatize District, gelegen in de provincie Tete in Mozambique. De stad is dicht bij de stad Tete en de Zambezi gelegen. Moatize telde in 2007 bij de volkstelling 39.073 inwoners. Op 25 februari 2020 verkreeg Moatize de status van stad. Het had toen ruim 64.000 inwoners.

## Economie

### Steenkool
Er wordt geschat dat in Moatize de grootste steenkoolvoorraad van Afrika voorkomt, ter grootte van ongeveer 2,4 miljard ton. In 2004 heeft Vale (voorheen Companhia Vale do Rio Doce (CVRD)), een Braziliaans mijnbouwbedrijf, een concessie tot het jaar 2032 gekregen voor het winnen van steenkool in Moatize. De concessie kan verlengd worden. In augustus 2011 kwam de mijn in productie en produceert stoom- en cokeskolen. In 2017 werd ruim 11 miljoen ton steenkool gewonnen, maar de capaciteit van de mijn wordt uitgebreid naar 22 miljoen ton op jaarbasis. Vale heeft een belang van 80,75%, Mitsui & Co 14,25% van de aandelen en de rest is in handen van Moçambicana de Exploraçao Mineira.

### Transport
Om steenkool van Moatize naar de havenstad Beira te vervoeren, moest de 670 kilometer lange Sena-spoorweg voor een bedrag van US$ 375 miljoen worden opgewaardeerd. De eerste trein in twee decennia bereikte Moatize op 30 januari 2010.
De nieuwe treinverbinding tussen Moatize en de havenstad Nacala was in 2017 nagenoeg afgerond. Later dan gepland, de spoorlijn zou tegen 2015 operationeel moeten zijn. Met het project is een investering gemoeid van US$ 500 miljoen. De financiering gebeurt onder meer met hulp van de Europese Unie en de regeringen van Nederland en Denemarken. In Nacala is een overslagterminal gebouwd om de steenkool te verschepen.

## Rol Moatize in de betrekkingen tussen Mozambique en de DDR
Mozambique onderhield in de periode direct na de onafhankelijk nauwe betrekkingen met de Duitse Democratische Republiek (DDR). Reeds voor de onafhankelijkheid ontving het Marxistisch georiënteerde FRELIMO militaire steun van de DDR. Vanaf 1977 werd geprobeerd een brede economische samenwerking op te zetten. De kolenmijnindustrie van Moatize werd, na een hulpactie van de DDR bij mijnongelukken in 1977, in 1978 genationaliseerd. De opbrengsten zouden gedeeld worden tussen Mozambique en de DDR. De DDR had hiermee de import van een jaarlijkse hoeveelheid van 250.000 ton steenkool veilig gesteld. Aan het begin van 1979 werden er echter ernstige problemen vastgesteld ten aanzien van de kwaliteit van de cokes. Omdat de internationale kredietwaardigheid van Mozambique afhing van de productievoortzetting in Moatize, was dit gegeven voor beide partijen catastrofaal. Moatize was op dat moment belangrijk als een van de grootste kolonies van DDR-burgers in het buitenland. De uitgezonden DDR-burgers werden echter rigide afgeschermd. In deze omstandigheden ontwikkelde zich een latent racisme. Aan het begin van de jaren 80 bekoelde de relatie tussen Mozambique en de DDR en na 1983 werd de aanwezigheid van de DDR in Moatize beëindigd.